# Coresthetopsis
Coresthetopsis är ett släkte av skalbaggar. Coresthetopsis ingår i familjen långhorningar.
Kladogram enligt Catalogue of Life:
| Coresthetopsis | \| \| Coresthetopsis arachne \| \| \| \| \| \| Coresthetopsis proxima \| \| \| \| |
|                | \| \| Coresthetopsis arachne \| \| \| \| \| \| Coresthetopsis proxima \| \| \| \| |
|                | Coresthetopsis arachne                                                            |
|                |                                                                                   |
|                | Coresthetopsis proxima                                                            |
|                |                                                                                   |